# Mexico City WCT 1976 - Doppio
Il doppio del torneo di tennis Mexico City WCT 1976, facente parte della categoria World Championship Tennis, ha avuto come vincitori Brian Gottfried e Raúl Ramírez che hanno battuto in finale Ismail El Shafei e Brian Fairlie con il punteggio di 6–4, 7–6.

## Teste di serie
1. Brian Gottfried /  Raúl Ramírez (Campioni)

1. Eddie Dibbs /  Harold Solomon (semifinali)

## Tabellone

### Legenda
| - Q = Qualificato - WC = Wild card - LL = Lucky loser | - ALT = Alternate - SE = Special Exempt - PR = Protected Ranking | - w/o = Walkover - r = Ritirato - d = Squalificato |

|  | Quarti di finale               | Quarti di finale               | Quarti di finale               | Quarti di finale | Quarti di finale |  |  | Semifinali                     | Semifinali                     | Semifinali                     | Semifinali                     | Semifinali                     |   |   | Finale                       | Finale                       | Finale                       | Finale | Finale |  |
|  |                                |                                |                                |                  |                  |  |  |                                |                                |                                |                                |                                |   |   |                              |                              |                              |        |        |  |
|  | 1                              | Brian Gottfried Raúl Ramírez   | 5                              | 6                | 6                |  |  |                                |                                |                                |                                |                                |   |   |                              |                              |                              |        |        |  |
|  |                                | Syd Ball Emilio Montano        | 7                              | 4                | 2                |  |  | Brian Gottfried Raúl Ramírez   | Brian Gottfried Raúl Ramírez   | 1                              | 6                              | 7                              |   |   |                              |                              |                              |        |        |  |
|  | John Andrews Dick Crealy       | John Andrews Dick Crealy       | John Andrews Dick Crealy       | 7                | 6                |  |  | John Andrews Dick Crealy       | John Andrews Dick Crealy       | 6                              | 3                              | 5                              |   |   |                              |                              |                              |        |        |  |
|  | Marcelo Lara Ken Rosewall      | Marcelo Lara Ken Rosewall      | Marcelo Lara Ken Rosewall      | 6                | 3                |  |  |                                |                                |                                |                                |                                |   |   | Brian Gottfried Raúl Ramírez | Brian Gottfried Raúl Ramírez | Brian Gottfried Raúl Ramírez | 6      | 7      |  |
|  | Ismail El Shafei Brian Fairlie | Ismail El Shafei Brian Fairlie | Ismail El Shafei Brian Fairlie | 7                | 6                |  |  |                                |                                | Ismail El Shafei Brian Fairlie | Ismail El Shafei Brian Fairlie | Ismail El Shafei Brian Fairlie | 4 | 6 |                              |                              |                              |        |        |  |
|  | Manuel Santana Guillermo Vilas | Manuel Santana Guillermo Vilas | Manuel Santana Guillermo Vilas | 5                | 3                |  |  | Ismail El Shafei Brian Fairlie | Ismail El Shafei Brian Fairlie | Ismail El Shafei Brian Fairlie | 7                              | 6                              |   |   |                              |                              |                              |        |        |  |
|  | 2                              | Eddie Dibbs Harold Solomon     | Eddie Dibbs Harold Solomon     | 6                | 6                |  |  | Eddie Dibbs Harold Solomon     | Eddie Dibbs Harold Solomon     | Eddie Dibbs Harold Solomon     | 6                              | 1                              |   |   |                              |                              |                              |        |        |  |
|  |                                | Jaime Fillol Tom Gorman        | Jaime Fillol Tom Gorman        | 2                | 4                |  |  |                                |                                |                                |                                |                                |   |   |                              |                              |                              |        |        |  |